# Cheshire West and Chester
Cheshire West and Chester (littéralement, « Ouest-du-Cheshire-et-Chester » ou « Cheshire-Occidental-et-Chester ») est un territoire relevant d’une autorité locale unique ayant le statut de borough dans le Cheshire, en Angleterre.
Il est créé en avril 2009 par le Local Government and Public Involvement in Health Act 2007 (en). Il rassemble les anciens districts de Chester City, Ellesmere Port & Neston et Vale Royal, et prend les compétences de l'ancien Conseil de comté de Cheshire (en).

## Source
- (en) Cet article est partiellement ou en totalité issu de l’article de Wikipédia en anglais intitulé « Cheshire West and Chester » (voir la liste des auteurs).